# Lathyrus binatus
Lathyrus binatus är en ärtväxtart som beskrevs av Pancic. Lathyrus binatus ingår i släktet vialer, och familjen ärtväxter. Inga underarter finns listade i Catalogue of Life.